# أورتيجويرا، بارانا
أورتيجويرا، بارانا هي بلدية في ولاية بارانا في المنطقة الجنوبية من البرازيل.